# Seznam estonskih baletnikov
Seznam estonskih baletnikov.

## E
- Thomas Edur (Toomas Edur, 1969)

## H
- Tiit Härm (1966)

## K
- Kaie Kõrb (1961)

## M
- Mai Murdmaa (1938)

## O
- Agnes Oaks (Age Oks, 1970)